# Aire d'attraction du Nouvion-en-Thiérache
L'aire d'attraction du Nouvion-en-Thiérache est une aire d'attraction des Hauts-de-France, centrée sur la ville du Nouvion-en-Thiérache.
Elle est un zonage d'étude défini par l'Insee pour caractériser l'influence de la commune du Nouvion-en-Thiérache sur les communes environnantes. Publiée en octobre 2020, elle se substitue à l'aire urbaine du Nouvion-en-Thiérache, dont le dernier zonage remontait à 2010.

## Définition
L’aire d'attraction d'une ville est composée d'un pôle, défini à partir de critères de population et d’emploi ainsi que d’une couronne constituée des communes dont au moins 15 % des actifs travaillent dans le pôle. Le pôle d’attraction constitue ainsi un point de convergence des déplacements domicile-travail,.

## Type et composition
L'aire d'attraction du Nouvion-en-Thiérache est une aire départementale qui comporte 12 communes. Le Nouvion-en-Thiérache en est la commune-centre.
Elle est catégorisée dans les aires de moins de 50 000 habitants, une catégorie qui regroupe 10,9 % de la population des Hauts-de-France et 12,2 % au niveau national.

### Carte

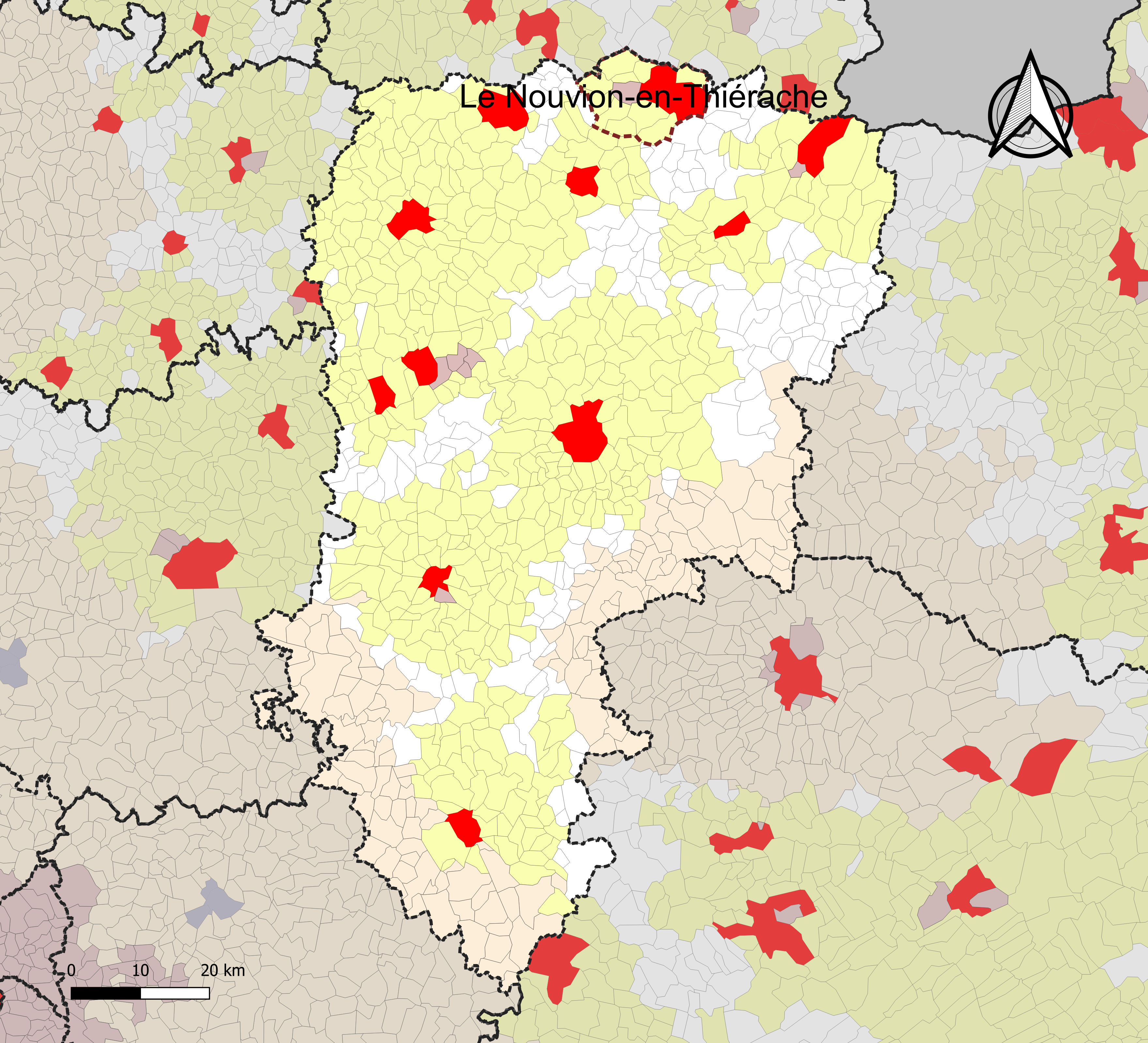
Carte de localisation l'aire d'attraction du Nouvion-en-Thiérache dans le département de l'Aisne.

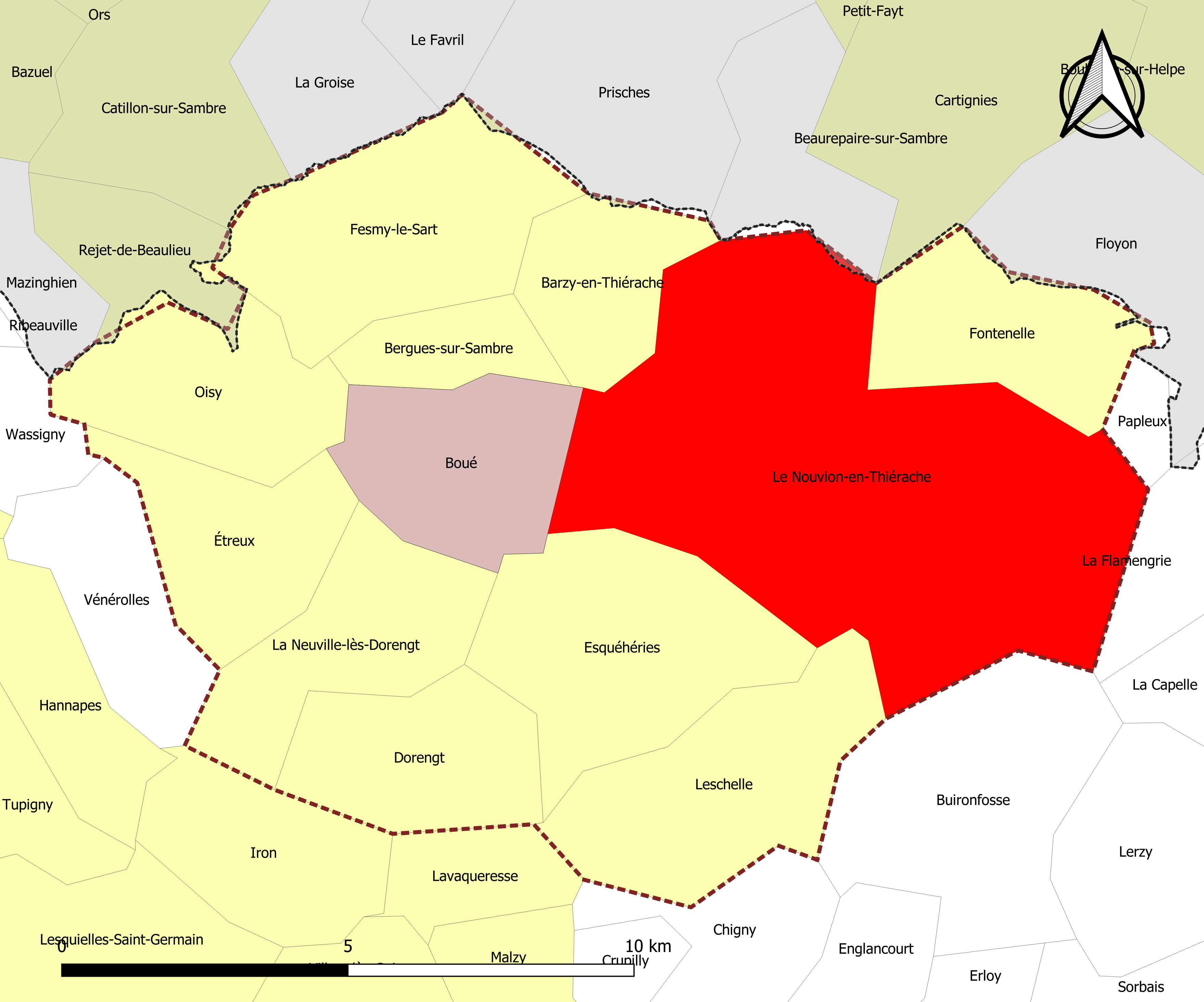
Carte de l'aire d'attraction du Nouvion-en-Thiérache.
Commune-centre
Commune du pôle principal
Commune de la couronne

### Composition communale
Les 12 communes de l'aire attractive du Nouvion-en-Thiérache et leur population municipale en 2022 : 
| Nom                                      | Code Insee | Département | Statut                    | Superficie (km2) | Population (dernière pop. légale) | Densité (hab./km2) | Modifier                                    |
| ---------------------------------------- | ---------- | ----------- | ------------------------- | ---------------- | --------------------------------- | ------------------ | ------------------------------------------- |
| Le Nouvion-en-Thiérache (commune-centre) | 02558      | Aisne       | commune-centre            | 48,42            | 2 479 (2022)                      | 51                 | modifier les données · modifier les données |
| Barzy-en-Thiérache                       | 02050      | Aisne       | commune de la couronne    | 7,63             | 317 (2022)                        | 42                 | modifier les données · modifier les données |
| Bergues-sur-Sambre                       | 02067      | Aisne       | commune de la couronne    | 4,41             | 206 (2022)                        | 47                 | modifier les données · modifier les données |
| Boué                                     | 02103      | Aisne       | commune du pôle principal | 10,44            | 1 316 (2022)                      | 126                | modifier les données · modifier les données |
| Dorengt                                  | 02269      | Aisne       | commune de la couronne    | 10,50            | 150 (2022)                        | 14                 | modifier les données · modifier les données |
| Esquéhéries                              | 02286      | Aisne       | commune de la couronne    | 16,21            | 849 (2022)                        | 52                 | modifier les données · modifier les données |
| Étreux                                   | 02298      | Aisne       | commune de la couronne    | 10,36            | 1 455 (2022)                      | 140                | modifier les données · modifier les données |
| Fesmy-le-Sart                            | 02308      | Aisne       | commune de la couronne    | 16,06            | 516 (2022)                        | 32                 | modifier les données · modifier les données |
| Fontenelle                               | 02324      | Aisne       | commune de la couronne    | 10,47            | 289 (2022)                        | 28                 | modifier les données · modifier les données |
| Leschelle                                | 02419      | Aisne       | commune de la couronne    | 14,69            | 269 (2022)                        | 18                 | modifier les données · modifier les données |
| La Neuville-lès-Dorengt                  | 02548      | Aisne       | commune de la couronne    | 10,88            | 391 (2022)                        | 36                 | modifier les données · modifier les données |
| Oisy                                     | 02569      | Aisne       | commune de la couronne    | 10,79            | 459 (2022)                        | 43                 | modifier les données · modifier les données |